# La culla tragica
La Culla Tragica o Alcova Tragica, O berço trágico è un dipinto a olio su tela (242x176) realizzato a Milano nel 1910 dal pittore italiano Giuseppe Amisani, fa parte della collezione della Pinacoteca dello stato di San Paolo in Brasile dal 1913.

## Descrizione
Il dipinto Alcova Tragica rappresenta una figura femminile con corpo nudo dai lineamenti sinuosi e dalla forma contorta. Sotto il seno destro una mano, da cui scorre un velo azzurro-argento, lui con il capo chino incontra i capelli rosso fuoco, che coprono gli occhi di questa creatura maestosa e fatale nel buio fatalmente. Un essere, in presenza di questa donna impassibile, alza le mani in atto di preghiera. Sotto i tuoi piedi, altri uomini. Ex vittime, una volta divorate, e ora agonizzanti pronte a morire. Ma anche se sono dilaniati, tornano, come stregati, a supplicarla per un ultimo bacio. E un po' alla volta, convergono in parte su questo sfondo stupefacente. 
È il piacere di una strega del sesso, il cui desiderio non è mai soddisfatto, consuma gli uomini uno ad uno, li incanta e li divora. Ora non sono più necessari, perché ha già utilizzato il sangue che bagna i suoi capelli. Le sue labbra hanno succhiato tutte le loro forze, si sono tolti la vita. È una femme fatale: un vampiro, una mangiatrice di uomini. Tutto sulla dipinto è suggestivo perché non si sa ancora cosa possa iniziare questo massacro, il movente che fa scagliare le donne contro questi uomini. Sappiamo solo che lei appare, li tocca e provoca il caos.